# 이명선 (육상 선수)
이명선(李明善, 1976년 2월 12일 ~ )은 대한민국의 은퇴한 육상 선수로 주 종목은 포환던지기이다. 고등학교 2학년 때인 1991년 5월, 15m 벽을 넘으며 두각을 나타내기 시작했고, 이듬해인 92년 15m 80을 기록하며 11월에 국가대표로 발탁되었다. 충남대학교 재학 중이던 1996년 3월 중화인민공화국 상하이에서 열린 국제 육상 대회 여자 포환 던지기에서 17m 02를 기록하며 대한민국 신기록을 세웠다. 이는 1974년 백옥자가 세운 16m 96의 기록을 21년 11개월만에 경신한 것이다. 이후에도 대한민국 간판급 국가대표 선수로 활동하며 1996년 하계 올림픽과 2000년 하계 올림픽에 출전했다.

## 생애
전라북도 무주군에서 이금만과 김정화의 딸로 태어났다. 어릴 때에는 단거리 달리기 선수였으나 부리중학교 3학년 때 포환던지기로 전향하였다. 논산공업고등학교 재학 시절인 1991년 5월 9일에 대구직할시에서 열린 제19회 KBS배 전국 육상 선수권 대회에서 15m 벽을 넘으며 대회 신기록과 여고부 신기록 수립과 함께 포환던지기 여고부 우승을 차지하며 두각을 드러냈다. 이후 충남체육고등학교로 전학갔으며 6월에는 제12회 전국소년체육대회에서 포환던지기 우승을 차지했다. 10월에는 제72회 전국체육대회 여고부에서 15.04m를 기록하여 우승하였다.
1992년에는 주니어 국가대표 선발전에서 15.80m를 기록하였고, 그 해 9월에 대한민국 서울에서 열린 세계 주니어 육상 선수권 대회에 대한민국 국가대표로 참가하여 15.33m를 기록하여 8위를 기록했다. 11월에는 인도네시아 자카르타에서 열린 아시아 주니어 육상 선수권 대회에 참가하여 포환던지기에서 14.49m를 기록하여 중화인민공화국의 왕후이의 뒤를 이어 은메달을 획득했다. 1993년 5월에는 중화인민공화국 상하이에서 열린 제1회 동아시아 경기 대회에 대한민국 국가대표로 참가하여 자신의 첫 시니어 국제 대회를 경험했으며, 15.99m를 기록하여 중화인민공화국의 장류훙과 리샤오윈의 뒤를 이어 동메달을 획득했다. 그 해 12월에는 필리핀 마닐라에서 열린 아시아 육상 선수권 대회에 참가하여 16.08m를 기록, 장류훙의 뒤를 이어 은메달을 획득했다. 이듬 해인 1994년에는 포르투갈 리스본에서 열린 세계 주니어 육상 선수권 대회에 참가하여 15.08m의 기록으로 10위를 기록했다. 이후 제75회 전국체육대회에서 성인부 우승을 차지하여 전국체육대회 12연패의 첫 시작을 알렸다.
이후 1996년에 3월에 상하이에서 열린 대회에서 17.02m를 기록하여 당시 백옥자가 보유했던 16.96m의 대한민국 기록을 21년 11개월만에 갱신하였다. 그 해 여름에는 올림픽 국가대표로 발탁되어 미국 애틀랜타에서 열린 제26회 하계 올림픽에 참가하여 16.92m를 기록하여 20위에 올랐다. 1997년 5월에는 대한민국 부산에서 열린 제2회 동아시아 경기 대회에 참가, 17.56m를 기록하여 중화인민공화국의 리메이쑤와 쑤이신메이의 뒤를 이어 동메달을 획득했다. 같은 해 8월에는 그리스 아테네에서 열린 세계 선수권 대회에 대한민국 국가대표로 참가, 여자 포환던지기에서 16.39m를 기록하여 23위를 기록했다. 1998년 6월에는 국가대표 선발전을 겸한 제52회 전국 육상 선수권 대회에서 17.85m의 대한민국 신기록을 세워 우승하였고, 7월에 일본 후쿠오카에서 열린 아시아 육상 선수권 대회에 참가하여 17.66m의 기록으로 리메이쑤와 위좐의 뒤를 이어 동메달을 획득하였다. 이후 8월에는 이탈리아의 시칠리아에서 열린 제20회 하계 유니버시아드에 참가하여 16.75m의 기록으로 9위에 올랐다. 같은 해 11월에는 오스트레일리아 브리즈번에서 열린 국제 클럽 육상 대회에서 18.57m의 기록으로 대한민국 신기록을 갱신했으며, 12월에는 태국 방콕에서 열린 아시안 게임에 대한민국 국가대표로 참가하여 18.05m의 기록으로 리메이쑤, 청샤오얀, 태국의 추타폰 끄라새얀의 뒤를 이어 4위를 기록하였다. 이듬 해인 1999년 5월에는 대전광역시에서 열린 제28회 전국 종목별 육상 선수권 대회에서 18.78m를 기록하여 통산 7번째 대한민국 신기록을 수립하며 우승하여 국가대표로 발탁되었다. 그 해 8월에는 스페인 세비야에서 열린 세계 육상 선수권 대회에 참가하여 포환던지기에서 17.92m를 기록하여 10위에 오르며 대한민국 선수로서는 최초로 세계 육상 선수권 대회에서 10위권에 올랐다.
2000년 4월에는 상하이에서 열린 중국 육상 그랑프리 대회에 번외선수로 출전하여 19.36m를 기록하여 대한민국 선수로는 최초로 19m의 기록을 넘은 선수가 되었다. 19.36m 그 해 9월에는 오스트레일리아 시드니에서 열린 하계 올림픽에 대한민국 국가대표로 참가하였으며, 17.44m의 기록으로 15위에 올랐다. 2001년 3월에는 리스본에서 열린 제8회 세계 실내 육상 선수권 대회에서 17.09m의 기록으로 11위를 기록하였으며, 5월에는 일본 오사카에서 열린 제3회 동아시아 경기 대회에 참가하여 18.07m의 기록으로 청샤오얀의 뒤를 이어 은메달을 획득했다. 그 해 8월에는 캐나다 에드먼턴에서 열린 제8회 세계 육상 선수권 대회에 대한민국 국가대표로 참가하여 17.66m의 기록으로 14위를 기록하였고, 같은 달에는 중화인민공화국 베이징에서 열린 제21회 하계 유니버시아드에 대한민국 대표로 참가, 18.79m의 기록으로 쿠바의 유밀레이디 쿰바의 뒤를 이어 은메달을 획득하였다. 2002년 10월에는 부산에서 열린 제14회 아시안 게임에 참가하여 포환던지기 종목에서 18.50m의 기록으로 중화인민공화국의 리메이쥐의 뒤를 이어 은메달을 획득했다. 2003년에는 대한민국 대구광역시에서 열린 제22회 하계 유니버시아드에 참가하여 17.58m의 기록으로 중화인민공화국의 리펑펑의 뒤를 이어 은메달을 획득했다. 같은 해 9월에는 마닐라에서 열린 아시아 육상 선수권 대회에 대한민국 국가대표로 참가하였으며, 17.21m의 기록으로 6위에 머물렀다. 그 해 10월에는 제84회 전국체육대회에서 17.71m의 기록으로 금메달을 획득하여 전국체전 10연패를 달성했다.  
2003년 11월 오른쪽 발목에 끊어진 인대 부상을 이유로 국가대표 은퇴를 선언하여 2003년 마닐라 아시아 육상 선수권 대회가 마지막 국가대표 대회가 되었다. 이후 2004년에 창단된 대전시청 육상팀 선수겸 감독으로 활동했으며, 2004년, 2005년에 전국체육대회에서 우승하여 전국체육대회 12연패의 기록을 세우고 은퇴했다. 은퇴 후에는 대전시청 감독으로 활동하였으며, 2008년에 대한민국 정부로부터 체육포장을 받았다.

## 같이 보기
- 여자 포환던지기 대한민국 기록 추이